# 黄远 (少将)
黄远（1911年—1992年6月3日），中国人民解放军将领、中国人民解放军开国少将。
曾任中国人民解放军总政治部宣传部副部长。1955年，授予中国人民解放军少将。